# Cryptanthus felixii
Cryptanthus felixii là một loài thực vật có hoa trong họ Bromeliaceae. Loài này được J.A.Siqueira & Leme mô tả khoa học đầu tiên năm 2007.